# Медолюб-прямодзьоб рудий
Медолюб-прямодзьоб рудий (Timeliopsis griseigula) — вид горобцеподібних птахів родини медолюбових (Meliphagidae). Ендемік Нової Гвінеї.

## Підвиди
Виділяють два підвиди:
- T. g. griseigula (Schlegel, 1871) — захід Нової Гвінеї;
- T. g. fulviventris (Ramsay, EP, 1882) — південний схід Нової Гвінеї.

## Поширення і екологія
Руді медолюби-прямодзьоби живуть у вологих рівнинних тропічних лісах Нової Гвінеї.